# Ötzi
Ötzi (també conegut amb els noms de l'Home de gel, l'Home de Similaun, l'Home de Hauslabjoch o la Mòmia de Hauslabjoch) és el cadàver momificat d'un home que fou trobat en una glacera dels Alps el 1991. El seu estudi ha servit per recollir molta informació sobre la prehistòria gràcies el seu elevat grau de conservació. Es va demostrar que el cos tenia uns 5.300 anys d'antiguitat. El món científic l'anomena Home del Gel, o Ötzi, per la regió d'Ötztal (que significa vall d'Ötz), on fou trobat.

## Descobriment
El cos, atrapat en una glacera als Alps de l'Ötztal, va sortir a la superfície gràcies al vent foehn que havia fos el glaç. Va ser descobert fortuïtament el 19 de setembre de 1991 per una parella d'excursionistes originaris de Nuremberg, Helmut i Erika Simon, que van alertar la policia austríaca i els carabinieri italians perquè van pensar que es tractava del cos d'un alpinista.

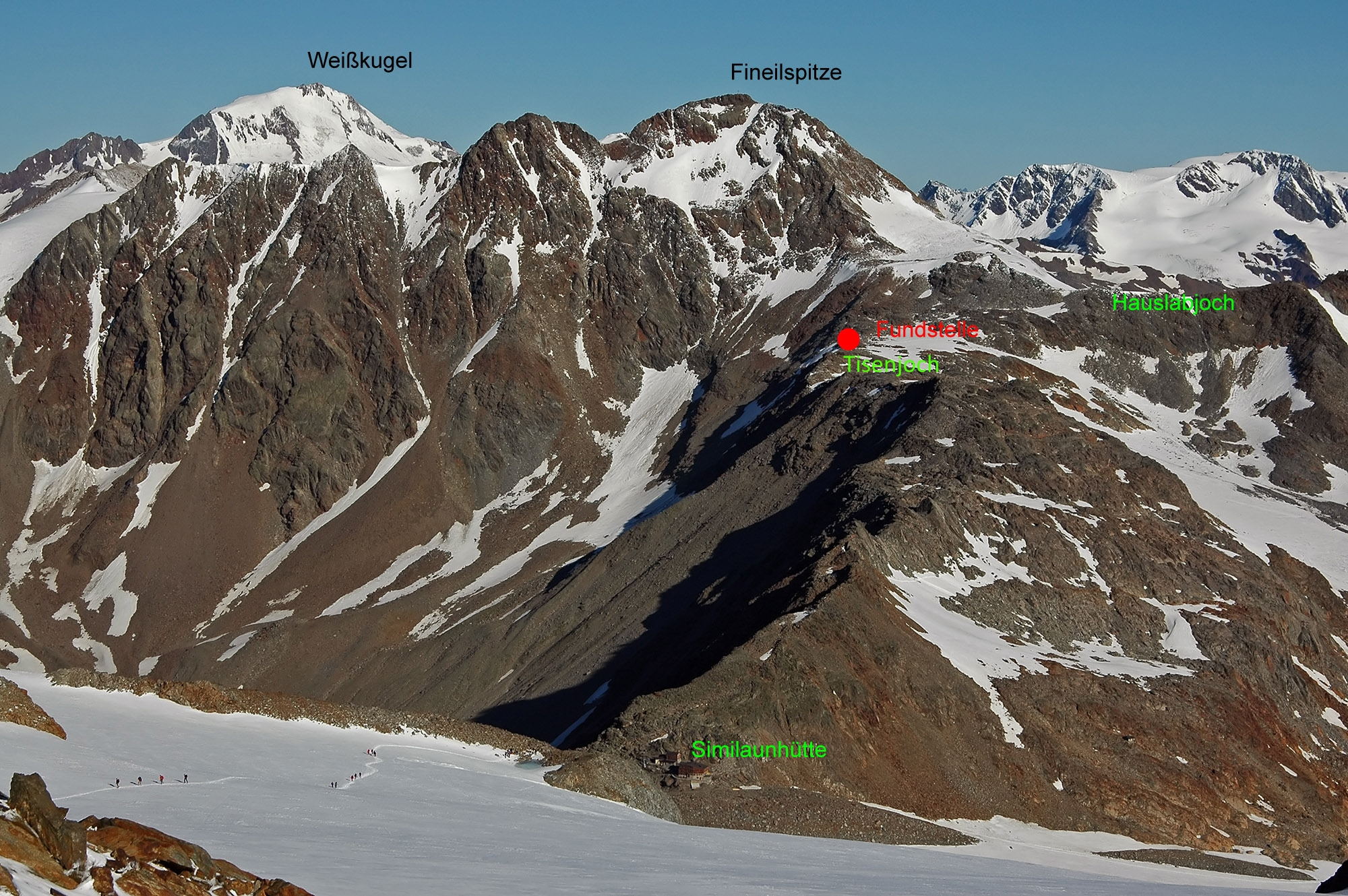
El punt vermell (Fundstelle) indica el lloc de la troballa

La mòmia i els objectes que l'acompanyaven van patir durant els dies següents diferents danys pels curiosos: roba estripada, un recipient cilíndric trencat, l'arc enganxat al gel i trencat, etc. L'endemà del descobriment el guarda del refugi més proper, Markus Pirpamer, i un policia austríac van provar de deslliurar el cos de la seva cobertura de glaç amb l'ajuda d'un martell perforador a compressió, cosa que va malmetre la mòmia a l'alçada de les natges i en una cuixa i va trencar-ne l'húmer. Aquell mateix dia, una mica més tard, molts alpinistes del refugi, entre els quals hi havia el cèlebre Reinhold Messner, van anar a visitar el jaciment. Amb aquella visita, Messner va sospitar que els objectes que hi havia al voltant del cos eren antics i, pensant que la mòmia podia ser la d'un tirolès de 500 anys d'antiguitat, va avisar la premsa. Finalment van extreure el cos el 23 de setembre amb gran expectació mediàtica i va ser transportat en helicòpter a l'institut de medicina legal d'Innsbruck.
El cos va ser trobat de bocaterrosa. De bon principi es va pensar que havia caigut cap endavant, però la deformació de la cara suggereix més aviat que l'home es trobava estirat sobre el seu costat esquerre en el moment de la mort. Un cop el cos va ser sepultat el moviment de la glacera el va moure fins a la posició en què va ser trobat.
Les primeres observacions van assenyalar que la seva epidermis s'havia transformat en adipocira abans de la momificació. Els vestigis associats al cos van cridar l'atenció dels arqueòlegs. Davant l'interès del cos, les autoritats italianes van reclamar-lo, ja que havia estat descobert al seu territori. Finalment un equip internacional dirigit per Rainer Henn, responsable de la missió científica austríaca, en va dur a terme un estudi publicat el 1996 abans de lliurar-lo definitivament a Itàlia.

## Anàlisi científica
El cadàver ha estat examinat extensivament, mesurat, radiografiat i datat. Se n'han examinat microscòpicament els teixits i els continguts intestinals, així com tot el material trobat amb el cos. L'agost del 2004 es van trobar els cossos congelats de tres soldats austrohongaresos morts durant la batalla de San Matteo (1918) a la muntanya Punta San Matteo del Trentino. Un d'aquests cossos ha estat investigat amb l'esperança que la informació sobre com el medi ambient ha afectat la seva preservació doni pistes per desvetllar més elements del passat d'Ötzi.

### El cos
La mòmia congelada és la d'un home que va morir amb uns quaranta-cinc anys, feia entre 1,59 i 1,65 m d'alçada i pesava al voltant de 50 quilos (quan el van descobrir en pesava 13,75). El seu crani és braquicèfal i tenia poc de pèl a la cara. Tenia encara totes les dents i els incisius amb diastema, és a dir, un xic separats entre si. L'anàlisi de la composició isotòpica de l'esmalt dental va demostrar que havia passat la infància a prop de l'actual poble de Feldthurns, al nord de Bozen, però que més tard va viure uns 50 km més al nord.
L'anàlisi del contingut del seu estómac va revelar les restes parcialment digerides de carn de cabra salvatge (confirmat per l'anàlisi de l'ADN), cosa que va demostrar que havia menjat menys de dues hores abans de la mort. També s'hi van trobar grans de blat. Es creu que Ötzi portava amb ell carn deshidratada per alimentar-se durant el camí.
La seqüenciació del seu genoma (ADN) va revelar que tenia els ulls marrons, grup sanguini O+, intolerància a la lactosa i problemes cardiovasculars. L'anàlisi del grup de Franco Rollo, a la Universitat de Camerino, ha demostrat que l'ADN mitocondrial d'Ötzi pertany al subclúster K1 del grup haploide mitocondrial K; tanmateix no pot ser categoritzat en les branques modernes per tractar-se d'un subclúster.
El 2023, una nova anàlisi de l'ADN de la mòmia sembla demostrar que les conclusions a que varen arribar estudis anteriors sobre el seu origen i alguns trets físics eren incorrectes.
La mòmia presenta les característiques físiques d'un caçador recol·lector, amb unes cames musculades, però amb el tors no gaire desenvolupat, i unes mans amb durícies. Una primera datació amb carboni 14 va indicar que l'individu hauria viscut durant un període comprès entre el 3350 i el 3100 aC. Una datació més precisa per espectrometria de massa per acceleració ha permès d'estimar l'edat en 4546 ± 15 anys BP (o sigui, el 2596 aC ± 15), que correspon al període Calcolític.
Els artistes holandesos Adrie i Alfons Kennis van fer servir escàners 3D de l'home del gel i d'altres indicacions anatòmiques per a crear-ne una reproducció de mida natural.

### Equipament

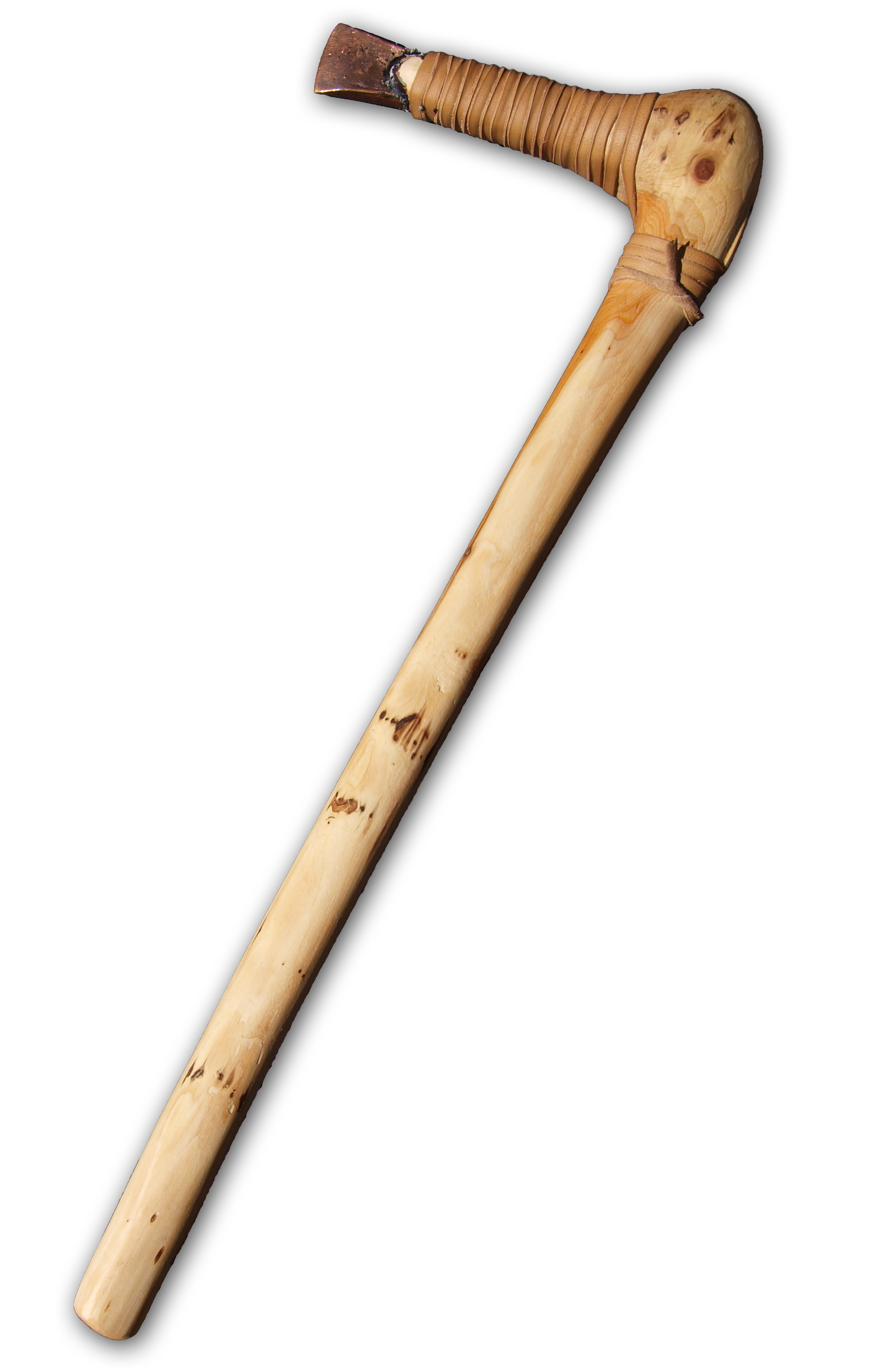
Reconstrucció de la destral d'Ötzi amb la punta de coure polida

Algunes de les dades rellevants que va aportar l'anàlisi de les restes d'Ötzi són les següents:
- Anava molt ben preparat per resistir el fred. Duia un vestit cosit amb fibres vegetals, fet de retalls de pell de cérvol i d'isard, una capa d'herba trenada i unes sabatilles de pell de cabra.
- A la seva tribu sabien cosir.
- Les dents desgastades demostren que menjava cereals i que, per tant, ja es conreaven.
- També duia uns bolets per tractar la diarrea i d'altres per aturar les hemorràgies.
- En els intestins tenia restes de cérvol, cabra salvatge i pa.
- A l'esquena duia clavada una punta de fletxa de sílex. També tenia una ferida profunda a la mà. Així doncs, potser, va morir després d'una forta baralla. A més, es va defensar: a les fletxes, el ganivet i la roba s'han trobat restes de sang de quatre persones diferents.

### Patologies i ferides
Ötzi duia el cos tatuat amb diferents línies i creus de significat desconegut. Exactament li van trobar 61 petits grups de línies curtes paral·leles i dues marques en forma de creu als lumbars, als genolls i als turmells, realitzades per incisió i inserció de pols de carbó de fusta. Aquests tatuatges semblen tenir relació amb les lesions d'artrosi que es van poder observar a les radiografies. Es coneixen pràctiques terapèutiques anàlogues, atestades per l'etnografia, que consisteixen a posar pols vegetal per una petita incisió a la pell. Ötzi porta els tatuatges més antics coneguts.
L'examen dels cabells amb microscopi electrònic ha permès d'establir la presència anormalment elevada de metalls: coure, manganès o níquel barrejats amb arsènic. Aquests elements testimonien la freqüentació en un taller metal·lúrgic. L'examen de l'única ungla recuperada va revelar una anomalia de la làmina ungular característica d'un estrès intens 8, 12 o 16 setmanes abans de la seva mort. Aquest malestar general sembla relacionat amb la presència al seu intestí d'ous de triquina, un paràsit que produeix crisis cada vint dies. El bolet Piptoporus betulinus, del qual Ötzi duia una reserva, se'l coneix com a teràpia contra aquest paràsit i els seus ous, i actua com un potent laxant.
Un conjunt de fractures a les costelles del costat esquerre, recalcificades, sembla indicar una forta caiguda com les que es pateixen a la muntanya. D'altres fractures no curades, al costat dret, poden provenir d'un altre accident, d'una baralla o de la simple pressió del glaç. Menys de 48 o 24 hores abans de morir, Ötzi va rebre un tall de ganivet a la mà (la posició de la ferida entre el polze i l'índex i la seva profunditat són típiques de l'autodefensa). Aquestes dades, combinades amb el seu equipament, els seus vestits malmesos i la seva mort violenta lluny de qualsevol poble, fan pensar que es trobava implicat en algun conflicte greu.
Els investigadors van trobar l'empremta genètica del bacteri Borrelia burgdorferi; per tant, Ötzi és el primer humà conegut infectat pel paràsit que ocasiona la malaltia de Lyme.
Estudis efectuats el 2011 van revelar-hi altres patologies: ateroesclerosi, pulmons tacats pel fum de fogueres, entesopatia als genolls, que suggereix llargues caminades per la muntanya, presència de tres càlculs biliars que indiquen que la dieta d'Ötzi era rica en proteïnes.

## Genètica

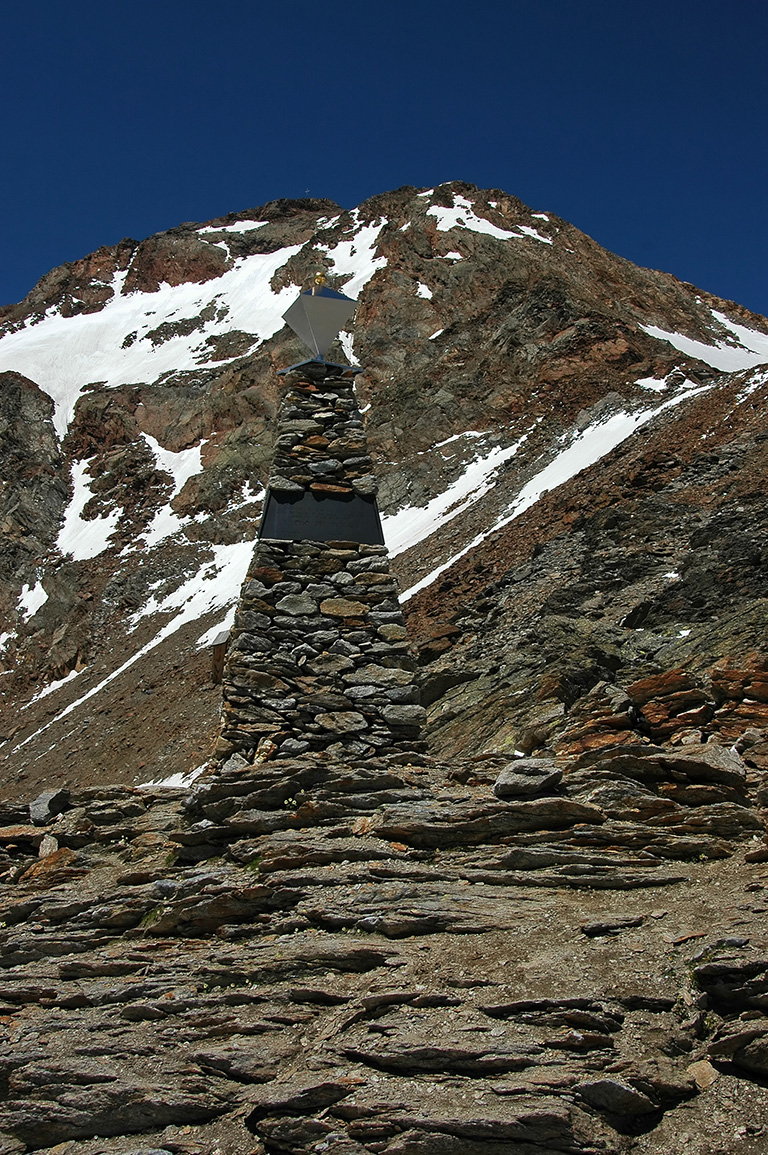
Memorial dedicat a Ötzi al lloc del seu descobriment, al Tisenjoch

El 2012, l'anàlisi del 96 per cent del seu ADN nuclear, més precís que l'anàlisi de l'ADN mitocondrial, va revelar una mutació del cromosoma Y que actualment només es troba present en el 20 per cent de la població del sud de Còrsega i en el 9 per cent de la població de Sardenya; es tracta de l'halogrup ADN-Y G2a2b (abans G2a4). Aquest estudi genètic va revelar també que Ötzi patia una predisposició genètica a l'ateroesclerosi i a les malalties cardiovasculars. Les mostres presentaven traces d'ADN del bacteri Borrelia burgdorferi, responsable de la malaltia de Lyme, que pot causar problemes d'artritis. També es va poder saber que Ötzi era moreno i tenia els ulls marrons. El seu grup sanguini era l'O+ i era intolerant a la lactosa.

### Descendència
El 2013 científics de l'Institut Nacional de Medicina Legal de la Universitat Mèdica d'Innsbruck van comparar l'ADN de l'home de Similaun amb les mostres de sang de 3.700 donants voluntaris del Tirol austríac. El resultat va ser la identificació de 19 persones genèticament relacionades amb Ötzi. Segons els investigadors encara es podrien trobar més familiars entre la població del Tirol italià i Suïssa.

## Paleoambient
El pol·len trobat a l'interior del cos, extret per endoscòpia, pertany a espècies d'ambients de tipus forestal. El contingut de l'estómac indica que hauria pres el darrer menjar a poca altitud i a la primavera. Tanmateix aquesta dada entra en contradicció amb la presència d'un pinyol d'aranyó al costat del cos, que indicaria una mort a la tardor. D'altra banda el pol·len que hi havia a la neu que envoltava el cos és típic de la fi de l'estiu o de principis de la tardor.
El pol·len trobat a la roba (17 espècies d'arbre i d'arbusts i 30 espècies de briòfites), i també dos grans de blat, dos aranyons, restes de fulles (del gènere Acer) i fusta (Taxus, Larix, Corylus, til·ler, bedoll i Ostrya) indiquen que vivia (o hi havia passat molt de temps) en una zona de muntanya mitjana al sud del Tirol.
L'abundància de diferents formes d'alguns elements químics als seus ossos i dents, com ara estronci, plom, oxigen o carboni, permeten de precisar que era originari de la regió de la Vall Venosta, a vint quilòmetres de l'indret on va morir.

## La mort d'Ötzi

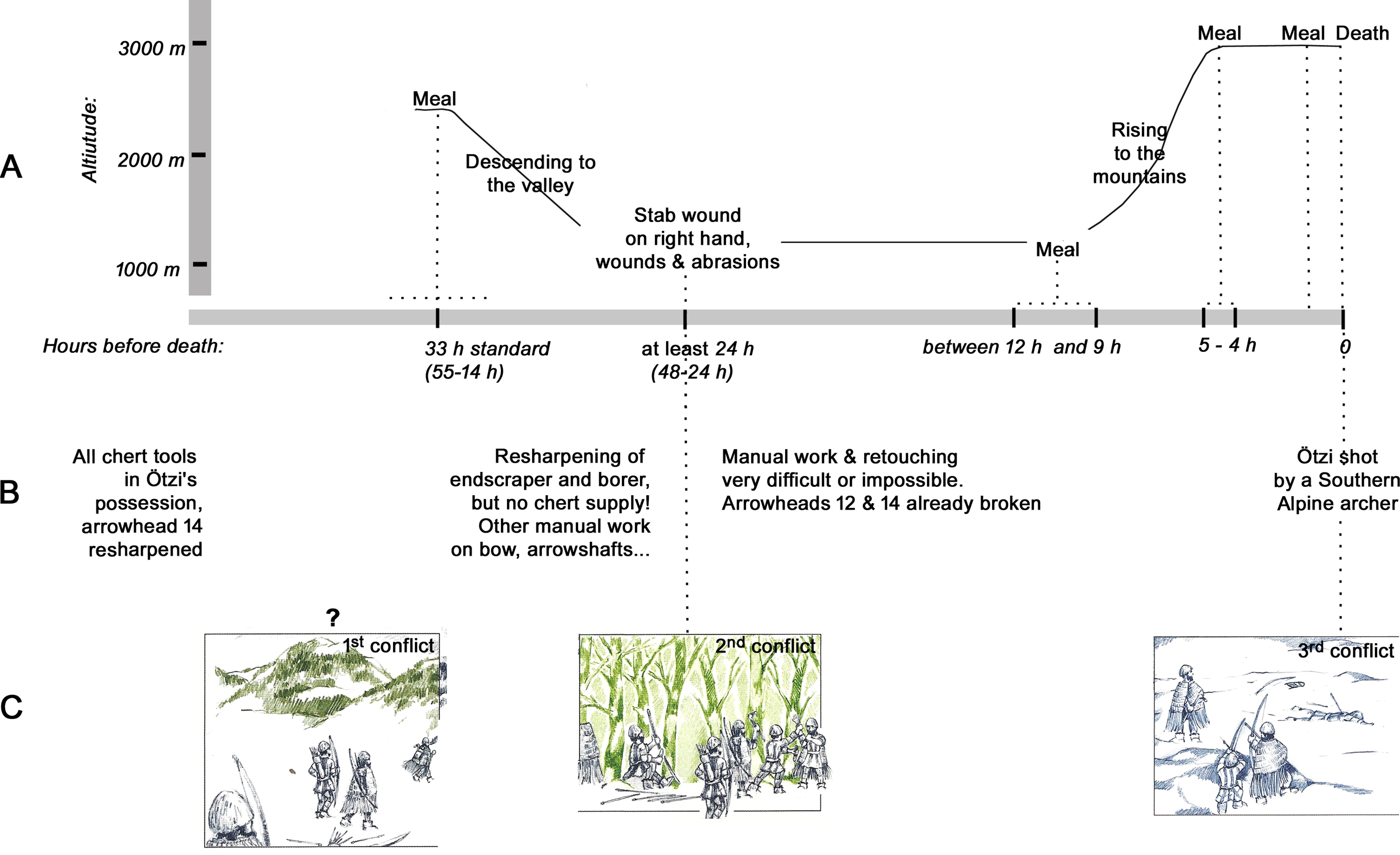
Reconstrucció dels últims dies d'Ötzi, a partir del seu darrer itinerari i àpats, l'estat de les seves ferides, les causes de la seva mort i l'equipament danyat i insuficient, després de múltiples estudis.

L'examen amb raigs X realitzat per científics alemanys l'any 2001 va revelar a l'interior del cos d'Ötzi la presència d'una punta de fletxa de sílex que li havia travessat l'omòplat esquerre. L'experimentació amb l'arc va mostrar que van disparar a Ötzi per l'esquena des d'una distància d'entre 30 i 40 metres. El tirador es trobava en una posició més elevada, cosa que fa pensar que, o bé Ötzi es trobava agenollat, ajupit o assegut, o bé el tirador era en un lloc més elevat. Segons el doctor Eduard Egarter Vigl, metge forense de Bozen, el projectil va seccionar-li l'artèria subclàvia i li podria haver provocat una infecció bacteriana. La perforació d'aquesta artèria, que irriga el braç, podria haver provocat la pèrdua de molta sang en molt poc de temps.

Un estudi realitzat per investigadors suïssos de la Universitat de Zúric, en col·laboració amb investigadors italians, va poder avançar sobre l'enigma de la mort d'Ötzi gràcies a una tomografia. Les proves van confirmar la hipòtesi d'una mort ràpida deguda a una fletxa. El projectil hauria tocat l'artèria i li hauria provocat una hemorràgia fatal. Els resultats d'aquest estudi es van publicar en el Journal of Archaeological Science i es van citar en l'edició del juliol del 2007 de la revista National Geographic.

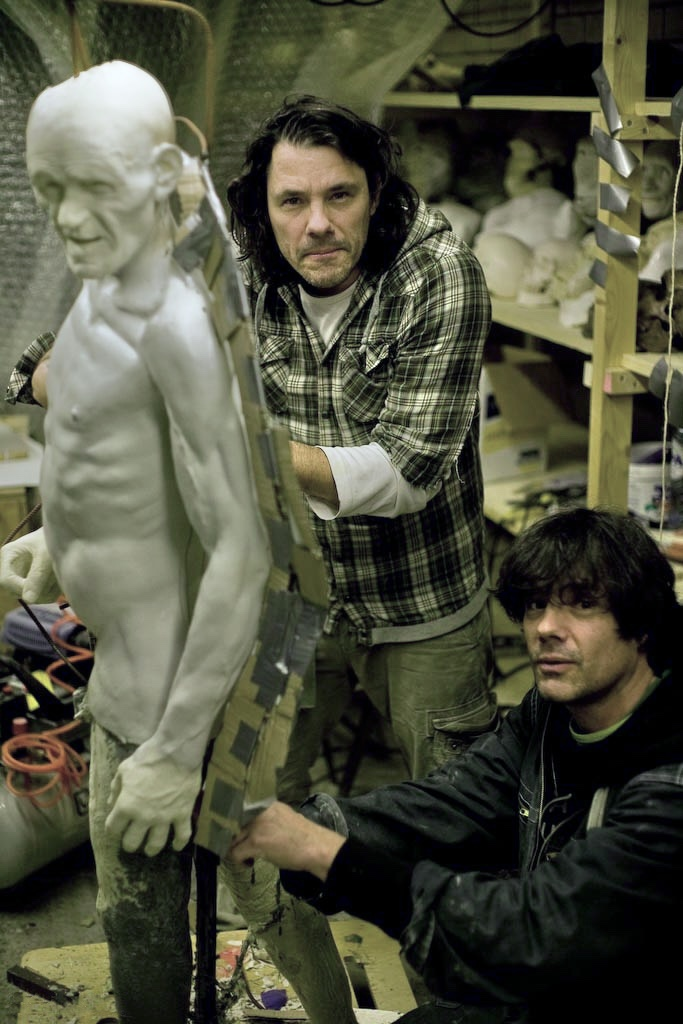
Reconstrucció d'Ötzi el 2011 pels germans Kennis.

Una observació per microscopi atòmic el 2012 dels glòbuls vermells de la mòmia, aconseguits del tall de la seva mà dreta —les cèl·lules sanguínies humanes més antigues que s'han pogut extreure mai d'un cos— va revelar que l'agonia d'Ötzi va durar més temps que l'estimat pels investigadors suïssos, ja que es va trobar presència d'una quantitat important de fibrines..

## Museïtzació de les restes
L'home de Similaun s'exposa en una cambra freda del Museu d'Arqueologia de l'Alt Adige a Bozen, Itàlia. Se'l pot veure a través d'una finestreta dins d'una cambra freda. Reposa sobre una balança que controla en tot moment el seu pes (21,118 kg), a −6°C i amb una humitat relativa del 98 per cent). Cada quinze dies l'embolcallen amb un drap durant vint-i-quatre hores per evitar que es ressequi.
El 2016, el paleoartista nord-americà Gary Staab va realitzar una tomografia computada de la mòmia per poder-la reproduir en resina amb impressió 3D. D'aquesta manera van néixer tres rèpliques d'Ötziː una es va presentar en una exposició itinerant als Estats Units i les dues altres s'utilitzen per a finalitats educatives al laboratori de genètica del Centre d'Aprenentatge de DNA de Cold Spring Harbor Laboratory de Nova York.

### Llibres
- Beale, Bob. Men : from stone age to clone age (llibre) (en anglès).  Penguin Books, 2001. ISBN 978-0670888108.
- Devereux, Paul. Archaeology: The Study of Our Past (llibre) (en anglès).  Nova York: Gareth Stevens Pub, 2002. ISBN 978-0836832280.
- Egarter-Vigl, Eduard. The Preservation of the Iceman Mummy (en anglès). vol. 3.  Folio Verlag, 2006, p. 54 (Search of Immortality). ISBN 978-3-85256-337-4.
- Egg, Markus; Spindler, Konrad. Kleidung und Ausrüstung der kupferzeitlichen Gletschermumie aus den Ötztaler Alpen (llibre) (en alemany).  Magúncia: Schnell & Steiner, 2009. ISBN 978-3795421410.
- Fowler, Brenda. Iceman: Uncovering the Life and Times of a Prehistoric Man Found in an Alpine Glacier (llibre) (en anglès).  Chicago: University of Chicago Press, 2001. ISBN 978-0226258232.
- Lanser, Amanda. Otzi the Iceman (llibre).  Londres: ESSENTIAL LIB, 2002 (Digging Up the Past). ISBN 978-1624032356.
- Lehoërff, Anne. Préhistoires d'Europe - De Néandertal à Vercingétorix (llibre) (en francès).  París: éditions Belin, 2016 (Mondes anciens). ISBN 978-2-7011-5983-6. «cap. 7: Vivre dans les Alpes en 3000 avant notre ère.»
- Park, Michael Alan. Biological Anthropology (llibre) (en anglès).  Nova York: McGraw-Hill Education, 2005. ISBN 978-0078034954.
- Rastbichler Zissernig, Elisabeth. Der Mann im Eis, (llibre) (en alemany).  Innsbruck: The Innsbruck University Press, 2006. ISBN 978-3-901249-90-7.
- UNESCO. Histoire de l'humanité : De 3000 à 700 av. J.-C (llibre) (en francès). t. II.  París: Éditions UNESCO, 2001. ISBN 92-3-202811-5.

### Articles
- Janko, M. «Preservation of 5300 year old red blood cells in the Iceman» (en anglès). Journal of The Royal Society Interface, 2012. DOI: 10.1098/rsif.2012.0174.